# Monique Goeffers
Monique Goeffers (Maarke-Kerkem, 12 september 1940) is een Belgische voormalige atlete, die gespecialiseerd was in het discuswerpen. Zij was Belgisch recordhoudster en veroverde één Belgische titel.

## Biografie
Goeffers begon tijdens haar studies Lichamelijke Opvoeding, geïnspireerd door de verslaggeving van de Olympische Spelen in Rome, in 1961 met atletiek. Ze specialiseerde zich in het kogelstoten en discuswerpen. In 1967 verbeterde ze tijdens de interland Portugal-België het Belgische record van Simone Saenen tot 46,32 m. Ze werd dat jaar ook Belgisch kampioene, maar stopte na haar huwelijk met atletiek.
Goeffers was aangesloten bij KASV Oudenaarde.

## Belgische kampioenschappen
| Onderdeel    | Jaar |
| ------------ | ---- |
| discuswerpen | 1967 |

## Persoonlijke records
| Onderdeel    | Prestatie       | Datum        | Plaats   |
| ------------ | --------------- | ------------ | -------- |
| kogelstoten  | 12,43 m         | 4 juni 1967  | Rieme    |
| discuswerpen | 46,32 m (ex-NR) | 19 juli 1967 | Lissabon |

## Palmares
discuswerpen
- 1967:  BK AC – 41,10 m